# 貝澤站
貝澤站（日语：／ Kaizawa eki */?）是位於秋田縣舊·雄勝郡三輪村貝澤戶付（現時：雄勝郡羽後町貝澤戶付），羽後交通雄勝線的鐵路車站（廢站）。

## 歷史
- 1928年（昭和3年）8月10日：雄勝鐵道湯澤站至西馬音內站之間開通，此站啟用[1][2][3][4]。
- 1943年（昭和18年）10月16日：隨著執行陸上交通事業調整法（日语：陸上交通事業調整法）而進行公司合併，此站成為橫莊鐵道車站[2][3]。
- 1944年（昭和19年）6月1日：公司改名為羽後鐵道。此線的名稱定為雄勝線。使此站成為羽後鐵道雄勝線車站[1][2][5]。
- 1947年（昭和22年）
  - 7月23日：當區發生暴雨，使路基和橋腳被損，雄勝線整段暫停營業，此站也暫停營業[3][6]。
  - 8月14日：羽後山田站至梺站之間重開，此站暫時成為起點站[3][6]。
- 1952年（昭和27年）2月15日：公司改名為羽後交通。使此站成為羽後交通雄勝線車站[1][2][3][5]。
- 1973年（昭和48年）4月1日：雄勝線廢線，此站也被廢除[1][2][3][5]。

## 車站構造
截至廢站前，此站是地面車站，設有1面1線的單式月台。月台是在路軌西邊（梺方向的列車會開啟左邊車門）。此站沒有轉轍器，不可進行列車交會。
此站是無人車站，沒有站舍。月台西南方設有候車室。月台靠近梺一方設有斜道連接站外。月台邊設有以枕木製成的柵欄。

## 車站周邊
車站周邊都是稻田。
- 海藏寺

## 現狀
截至1995年（平成7年），車站遺址變成道路。截至1999年（平成11年）也是同樣，車站周邊已經進行土地重整，已經看不到車站痕跡。截至2010年（平成22年）10月也是同樣。
截至1999年（平成11年），車站附近路軌遺址都變成道路，在村落西邊的直線道路可確認這一點。

## 相鄰車站
羽後交通
雄勝線
羽後山田－貝澤－羽後三輪

## 注腳
1. 1 2 3 4  《日本鉄道旅行地図帳 全線全駅全廃線 2 東北》（監修：今尾惠介，新潮社，2008年6月發行）43頁。
2. 1 2 3 4 5  《新 鉄道廃線跡を歩く1 北海道・北東北編》（JTB出版，2010年4月發行）222頁。
3. 1 2 3 4 5 6  《新 消えた轍 3 東北》（著：寺田裕一，Neko出版，2010年8月發行）30,32-33,36頁。
4. 1 2  《私鉄の廃線跡を歩くI 北海道・東北編》（著：寺田裕一，JTB出版，2007年9月發行）165頁。
5. 1 2 3  《私鉄の廃線跡を歩くI 北海道・東北編》（著：寺田裕一，JTB出版，2007年9月發行）106-109頁。
6. 1 2  《RM LIBRARY 52 羽後交通雄勝線》（著：若林宣，Neko出版，2003年11月發行）17頁。
7. 1 2 3 4 5 6 7 8  《RM LIBRARY 52 羽後交通雄勝線》（著：若林宣，Neko出版，2003年11月發行）4,15,26頁。
8. ↑  《鉄道廃線跡を歩く》（JTB出版，1995年11月發行）37頁。
9. 1 2  《とうほく廃線紀行》（無明舍出版（日语：無明舎出版），1999年12月發行）64頁。
10. ↑  《新 鉄道廃線跡を歩く1 北海道・北東北編》（JTB出版，2010年4月發行）201頁。

## 相關項目
- 日本鐵路車站列表 Ka